# Bruno Rahn
Pour les articles homonymes, voir Rahn.
Bruno Rahn, alias Alfons Berthier, né à Berlin (Allemagne) le 24 novembre 1887 et mort dans cette ville le 15 septembre 1927, est un réalisateur, acteur et producteur allemand.

## Biographie
Il est surtout connu pour un film sorti en 1927, La Tragédie de la rue, qui se rattache au genre du film de rue (Strassenfilm) alors très en vogue en Allemagne.

## Filmographie partielle

### Comme réalisateur
- 1917 : Das verlorene Paradies
- 1918 : Kain
- 1926 : Gern hab' ich die Frauen geküßt
- 1926 : Hölle der Liebe - Erlebnisse aus einem Tanzpalast
- 1926 : Frauen, die den Weg verloren
- 1927 : La Tragédie de la rue (Dirnentragödie)
- 1927 : Kleinstadtsünder
- 1927 : Ehekonflikte  (comme Alfons Berthier)